# Liste von Söhnen und Töchtern der Stadt Perth
Die Liste enthält Persönlichkeiten, die in Perth, Australien geboren sind. Die Auflistung erfolgt chronologisch nach dem Geburtsjahr.

## Bis 1900
- Ernie Parker (1883–1918), Cricket- und Tennisspieler

## 20. Jahrhundert

### 1901 bis 1925
- Keith Cummings (1906–1992), Bratschist
- Roy Ashton (1909–1995), britischer Maskenbildner
- Stanley Burbury (1909–1995), Jurist und Gouverneur von Tasmanien
- Lang Hancock (1909–1992), Eisenerzmagnat
- Ivan Goff (1910–1999), Drehbuchautor und Produzent
- Russell Napier (1910–1974), Schauspieler
- Thelma Grigg (1911–2003), Film- und Theaterschauspielerin
- Robert Krasker (1913–1981), Kameramann, Oscargewinner 1949 (Der dritte Mann)
- Albert Russell Main (1919–2009), Zoologe und Hochschullehrer
- Allan Cuthbertson (1920–1988), Schauspieler
- John Winter (1924–2007), Leichtathlet und Hochsprung-Olympiasieger 1948
- Elaine Summers (1925–2014), amerikanische Choreographin und Filmemacherin

### 1926 bis 1950
- Rolly Tasker (1926–2012), Segler
- Alan Seymour (1927–2015), Drehbuchautor
- Phillip Bennett (1928–2023), General, Oberkommandierender der australischen Streitkräfte und Gouverneur von Tasmanien
- Beryl Kimber (1928–2022), Geigerin
- Rolf Harris (1930–2023), Musiker, Maler und Fernsehunterhalter
- Brian Tobin (1930–2024), Tennisspieler
- Clive Wilderspin (1930–2021), Tennisspieler
- Gerard Kennedy (1932–2025), Schauspieler
- Marshall Davidson Hatch (* 1932), Biochemiker und Pflanzenphysiologe
- Victor Garland (1934–2022), Politiker
- Anne Levy (* 1934), Politikerin
- Jill Langley (* 1937), Tennisspielerin
- Herb Elliott (* 1938), Leichtathlet und Olympiasieger
- Gerard Sibbritt (* 1942), Balletttänzer und Tanzpädagoge
- Hal Colebatch (1945–2019), Autor, Dichter, Dozent, Journalist, Herausgeber, Biograph und Jurist
- Kim Beazley (* 1948), Politiker
- Paul Eenhoorn (1948–2022), Schauspieler
- Barbara Wall (* 1948), Squashspielerin
- Robin Anderson (1950–2002), Filmregisseurin, Oscarnominierung 1984
- Anne Dell (* 1950), Chemikerin und Hochschullehrerin
- Lesley Hunt (* 1950), Tennisspielerin

### 1951 bis 1960
- Sally Morgan (* 1951), Aborigine-Künstlerin und -Schriftstellerin
- Lynne Watson (* 1952), Schwimmerin
- Steele Bishop (* 1953), Radsportler
- Peter M. Morley (* 1953), Filmproduzent, Autor, Schauspieler
- Grant Greenham (1954–2018), Bogenschütze
- Judy Davis (* 1955), Schauspielerin
- Dean Williams (* 1956), Squashspieler
- Tim Farriss (* 1957), Komponist und Gitarrist (INXS)
- Alan Fletcher (* 1957), Schauspieler
- Jerome Ehlers (1958–2014), Schauspieler und Drehbuchautor
- Michael Holmes (* 1960), Nachrichtenmoderator
- Tim Winton (* 1960), Schriftsteller

### 1961 bis 1970
- Greg Egan (* 1961), Fantasy- und Science-Fiction-Schriftsteller
- Peter Evans (* 1961), Schwimmer
- Andrew Forrest (* 1961), Unternehmer
- Anthony Lovrich (* 1961), Ruderer
- Russell James (* 1962), Fotograf
- Michelle Gordon (* 1964), Juristin
- Jackie Pereira (* 1964), Hockeyspielerin
- Darren Bennett (* 1965), American-Football- und Australian-Football-Spieler
- Antony Franken (* 1965), Fußballspieler und -trainer
- Jeff Lisandro (* 1965), australisch-italienischer Pokerspieler
- Jenny Byrne (* 1967), Tennisspielerin
- Steve Le Marquand (* 1967), Schauspieler
- Robert Scott (* 1969), Ruderer
- Danielle Woodhouse (* 1969), Wasserballspielerin
- Pippa Grandison (* 1970), Schauspielerin
- Justin Langer (* 1970), Cricketspieler

### 1971 bis 1980
- Damon Diletti (* 1971), Hockeyspieler
- Nick O’Hern (* 1971), Profigolfer
- Kate Starre (* 1971), Hockeyspielerin
- Ashley Wood (* 1971), Comicautor, Illustrator und Designer
- Stan „Skippy“ Lazaridis (* 1972), Fußballspieler
- Myles Pollard (* 1972), Schauspieler
- Danny Green (* 1973), Profiboxer
- Bridgette Gusterson (* 1973), Wasserballspielerin
- Paul Kilderry (* 1973), Tennisspieler
- Emmy Snook (* 1973), Ruderin
- Henk Vogels junior (* 1973), Radrennfahrer
- Kate Beahan (* 1974), Schauspielerin
- Darryn Hill (* 1974), Radsportler
- Rove McManus (* 1974), Filmproduzent, Autor, Schauspieler
- Paul Gaudoin (* 1975), Hockeyspieler
- Bill Kirby (* 1975), Schwimmer
- Helen Denman (* 1976), Schwimmer
- Melissa George (* 1976), Schauspielerin
- Glen Loftus (* 1976), Ruderer
- Nicole Sanderson (* 1976), Beachvolleyballspielerin
- Jamie Harnwell (* 1977), Fußballspieler
- Liam Kenny (* 1977), irischer Squashspieler
- Antony Matkovich (* 1977), Schwimmer
- Brett Rumford (* 1977), Profigolfer
- Monica Mayhem (* 1978), Pornodarstellerin
- Nikola „Nik“ Mrdja (* 1978), Fußballspieler
- Stuart Reside (* 1978), Ruderer
- Julia Greville (* 1979), Schwimmerin
- Tamee Harrison (* 1979), österreichische Popsängerin
- Heath Ledger (1979–2008), Schauspieler, Oscargewinner 2009
- Kylie Wheeler (* 1980), Leichtathletin
- Steve Wyatt (* 1980), Automobilrennfahrer

### 1981 bis 1990
- Richard Garcia (* 1981), Fußballspieler
- Zoe Ventoura (* 1981), Schauspielerin
- Ryan Bayley (* 1982), Bahnradsportler
- Todd Howarth (* 1982), Fußballspieler
- Adrian Anthony Madaschi (* 1982), Fußballspieler
- John Steffensen (* 1982), Sprinter
- Stefan Szczurowski (* 1982), Ruderer
- Rob Swire (* 1982), Sänger, DJ und Musikproduzent
- Kristine Bayley (* 1983), Bahnradsportlerin
- Sarah Tait (1983–2016), Ruderin
- David Neil Tarka (* 1983), Fußballspieler
- Dean Brownlie (* 1984), Cricketspieler
- Anthony Danze (* 1984), Fußballspieler
- Simon McQuoid (* 1984), Filmregisseur
- Casey Dellacqua (* 1985), Tennisspielerin
- Aivi Luik (* 1985), Fußballspielerin
- Karl Reindler (* 1985), Automobilrennfahrer
- Nick Ward (* 1985), Fußballspieler
- David Micevski (* 1986), Fußballspieler
- Tessa Parkinson (* 1986), Seglerin
- Elise Rechichi (* 1986), Seglerin
- Katie Ball (* 1986 oder 1987), Model
- Kyle Anderson (1987–2021), Dartspieler
- Gemma Beadsworth (* 1987), Wasserballspielerin
- Elizabeth Blackmore (* 1987), Schauspielerin
- Andrija Jukic (* 1987), australischer Fußballspieler kroatischer Abstammung
- Bryan Staring (* 1987), Motorradrennfahrer
- Tando Velaphi (* 1987), Fußballspieler
- Gemma Ward (* 1987), Model und Schauspielerin
- Tyler Lovell (* 1987), Hockeyspieler
- Matt Burton (* 1988), Triathlet
- Rhys Anthony Williams (* 1988), australisch-walisischer Fußballspieler
- Karen Bennett (* 1989), Ruderin
- Nicole Bolton (* 1989), Cricketspielerin
- Chelsea Forkin (* 1989), Softballspielerin
- Christopher „Chris“ Herd (* 1989), Fußballspieler
- Daniel Ricciardo (* 1989), Automobilrennfahrer
- Matthew Swann (* 1989), Hockeyspieler
- Marcus Stoinis (* 1989), Cricketspieler
- Josephine Tomic (* 1989), Radrennfahrerin
- Tommaso D’Orsogna (* 1990), Schwimmer
- Jessica Moore (* 1990), Tennisspielerin

### 1991 bis 2000
- Zoe Arancini (* 1991), Wasserballspielerin
- Mark Birighitti (* 1991), Fußballspieler
- Cole Durant (* 1991), Beachvolleyballspieler
- Blair Evans (* 1991), Schwimmerin
- Jack Clisby (* 1992), Fußballspieler
- Jordan Kyros (* 1992), Eishockeyspieler
- Trent Sainsbury (* 1992), australisch-britischer Fußballspieler
- Jessica Allen (* 1993), Radsportlerin
- James Byers (* 1994), Eishockeyspieler
- Nicole Harrison (* 1994), Model
- Dacre Montgomery (* 1994), Schauspieler
- Brandon O’Neill (* 1994), Fußballspieler
- Dylan Tombides (1994–2014), Fußballspieler
- Scott Galloway (* 1995), Fußballspieler
- Gethin Jones (* 1995), australisch-walisischer Fußballspieler
- Genevieve Longman (* 1995), Wasserballspielerin
- Matthew Wearn (* 1995), Segler
- James Allen (* 1996), Automobilrennfahrer
- Zac Incerti (* 1996), Schwimmer
- Jai Hindley (* 1996), Radrennfahrer
- Katherine Langford (* 1996), Schauspielerin
- Minjee Lee (* 1996), Profigolferin
- Jhye Richardson (* 1996), Cricketspieler
- Charlie Smart (* 1996), Eishockeytorwart
- Daniel De Silva (* 1997), Fußballspieler
- Tallulah Greive (* 1997), Schauspielerin
- Josephine Langford (* 1997), Schauspielerin
- Jack Robinson (* 1997), Surfer
- Maddison Inglis (* 1998), Tennisspielerin
- Cameron Green (* 1999), Cricketspieler
- Clinton Kane (* 1999), Popmusiker
- Matthew Richardson (* 1999), Bahnradsportler

## 21. Jahrhundert
- Tristan Schoolkate (* 2001), Tennisspieler
- Holly J. Barrett (* 2002), Schauspielerin
- Talia Gibson (* 2004), Tennisspielerin
- Lily Fairclough (* 2005), Tennisspielerin
- Kiana Blanckert (* 2007), australisch-schwedische Sängerin